# Ibrahim El Kadiri
Ibrahim El Kadiri (23 januari 2002) is een Nederlands voetballer van Marokkaanse afkomst die als aanvaller voor De Graafschap speelt.

## Carrière
Ibrahim El Kadiri speelde in de jeugd van AFC IJburg, WV-HEDW, AFC Ajax en FC Utrecht. In 2019 vertrok hij naar FC Volendam, waar hij een contract tot medio 2022 tekende. Hij debuteerde voor Volendam op 29 november 2019, in de met 3-1 gewonnen thuiswedstrijd tegen N.E.C. Hij kwam in de 76e minuut in het veld voor Derry John Murkin en scoorde in de 90+3e minuut de 3-1. El Kadiri promoveerde in 2022 met FC Volendam naar de Eredivisie.
El Kadiri speelde uiteindelijk van 2019 tot 2024 bij FC Volendam. Hierin kwam hij tot 92 duels en 12 doelpunten. Het laatste seizoen (2023/24) belandde hij op een zijspoor en kwam hij voornamelijk uit in het tweede elftal, spelend in de onder 21 competitie. In maart 2024 werd bekend dat FC Volendam zijn aflopende contract niet ging verlegen.
Op 1 juli 2024 tekende El Kadiri een contract voor twee jaar met een optie voor nog een seizoen bij De Graafschap. In de seizoensopener tegen zijn oude club FC Volendam maakte El Kadiri zijn debuut voor De Graafschap en maakte hij de winnende treffer in blessuretijd.

### Statistieken

#### Beloften
| Seizoen                   | Club             | Land            | Competitie          | Competitie | Competitie | Totaal | Totaal |
| Seizoen                   | Club             | Land            | Competitie          | Wed.       | Dlp.       | Wed.   | Dlp.   |
| ------------------------- | ---------------- | --------------- | ------------------- | ---------- | ---------- | ------ | ------ |
| 2019/20                   | Jong FC Volendam | Nederland       | Tweede divisie      | 21         | 3          | 21     | 3      |
| 2021/22                   | Jong FC Volendam | Nederland       | Tweede divisie      | 2          | 0          | 2      | 0      |
| 2023/24                   | Jong FC Volendam | Nederland       | onder 21 competitie | 12         | 5          | 12     | 5      |
| Totaal beloften           | Totaal beloften  | Totaal beloften | Totaal beloften     | 35         | 8          | 35     | 8      |
| Bijgewerkt op 1 juli 2024 |                  |                 |                     |            |            |        |        |

#### Senioren
| Seizoen                   | Club            | Land            | Competitie      | Competitie | Competitie | Beker | Beker | Play-offs | Play-offs | Totaal | Totaal |
| Seizoen                   | Club            | Land            | Competitie      | Wed.       | Dlp.       | Wed.  | Dlp.  | Wed.      | Dlp.      | Wed.   | Dlp.   |
| ------------------------- | --------------- | --------------- | --------------- | ---------- | ---------- | ----- | ----- | --------- | --------- | ------ | ------ |
| 2019/20                   | FC Volendam     | Nederland       | Eerste divisie  | 10         | 3          | 0     | 0     | –         | –         | 10     | 3      |
| 2020/21                   | FC Volendam     | Nederland       | Eerste divisie  | 32         | 3          | 1     | 0     | 1         | 0         | 34     | 3      |
| 2021/22                   | FC Volendam     | Nederland       | Eerste divisie  | 25         | 4          | 1     | 0     | –         | –         | 26     | 4      |
| 2022/23                   | FC Volendam     | Nederland       | Eredivisie      | 17         | 0          | 1     | 2     | –         | –         | 18     | 2      |
| 2023/24                   | FC Volendam     | Nederland       | Eredivisie      | 4          | 0          | 0     | 0     | –         | –         | 4      | 0      |
| Totaal senioren           | Totaal senioren | Totaal senioren | Totaal senioren | 88         | 10         | 3     | 2     | 1         | 0         | 92     | 12     |
| Carrièretotaal            | Carrièretotaal  | Carrièretotaal  | Carrièretotaal  | 123        | 13         | 3     | 2     | 1         | 0         | 127    | 15     |
| Bijgewerkt op 1 juli 2024 |                 |                 |                 |            |            |       |       |           |           |        |        |